# 海水浴

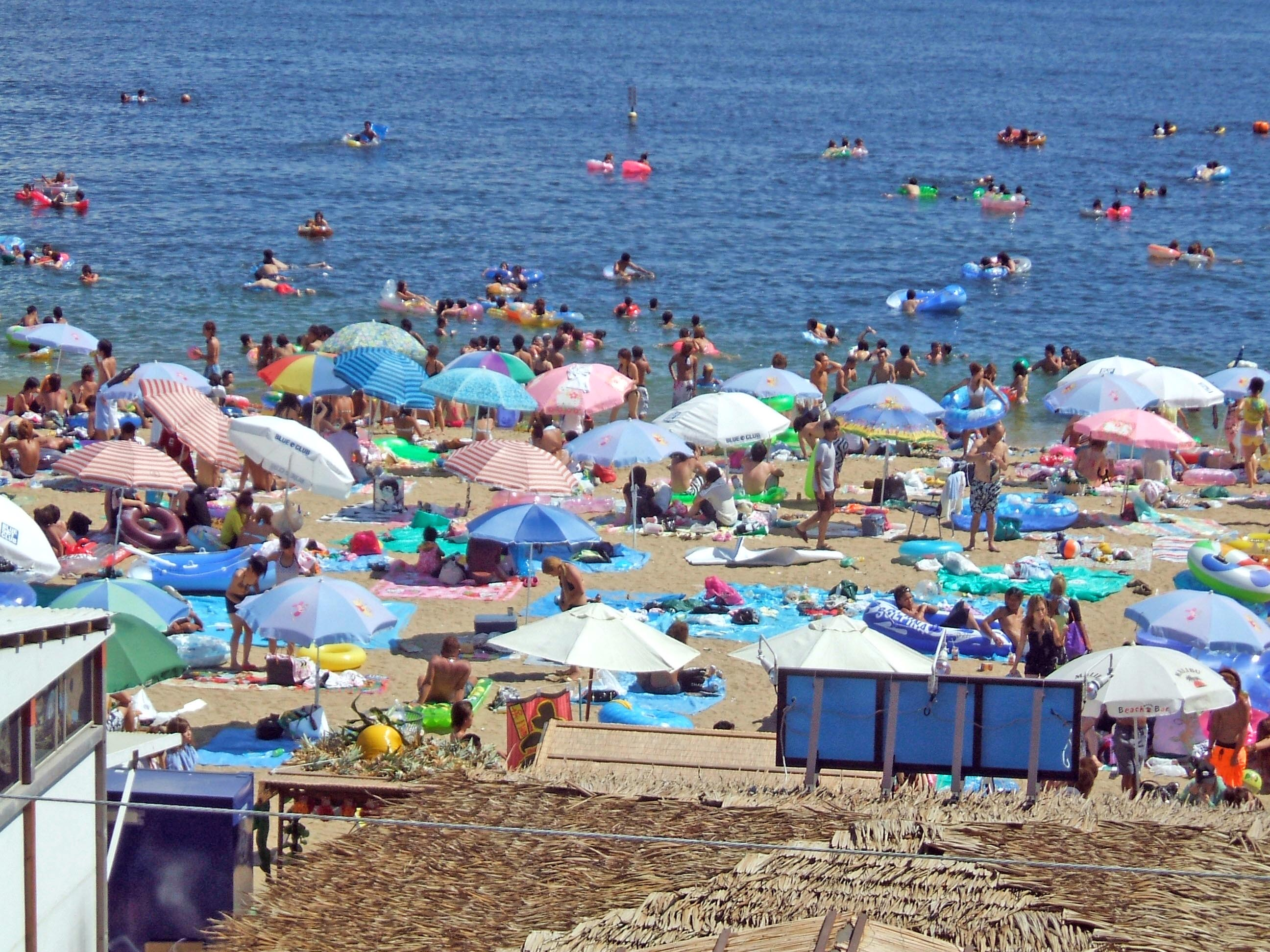
海水浴（須磨海水浴場）

海水浴（かいすいよく）は、海岸で水泳や日光浴、ビーチバレーなど遊びを行うレジャー。海水浴向けに整備された砂浜を海水浴場と呼ぶ。

## 概要
海に入ることが多いため、それぞれの地域において暑い季節に行われる。日本では夏、海水浴場で公式に遊泳できるようになる日が海開きと呼ばれる。
一般的には水着を身につける。一部の国には海浜で全裸になれるヌーディストビーチが存在する。

## 歴史

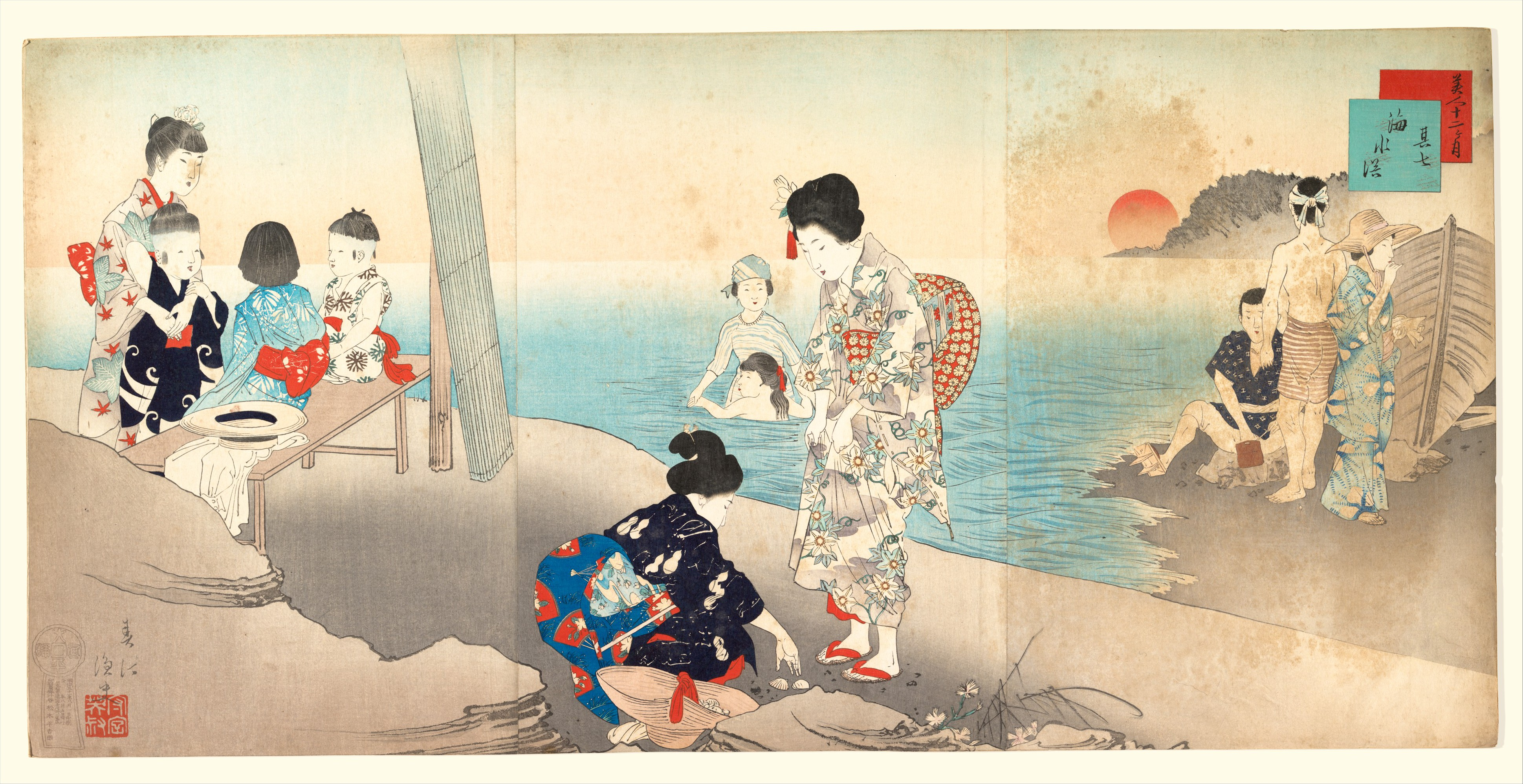
明治時代の海水浴を描いた錦絵。宮川春汀画『美人十二ヶ月』（1898年）より「其七 海水浴」

海水浴。1915年

貝塚などから出土する海産の貝殻や魚の骨、釣り針といった遺物から、人類は古代から海辺で活動していたことが分かる。
現代のような海水浴の歴史は、欧米では17世紀のヨーロッパに遡り、18世紀後半から一般的になった。馬を用いる更衣用の専用車の開発に続き、鉄道の進歩が海水浴の発展に役立った。当初は温泉浴と同様に、健康の維持と回復のためのものとして処方されて出かけるようなものだった。
日本でも健康や療養のために海水に入る風習があったことが、平安時代から江戸時代にかけての和歌や文献に記されている。これらは潮湯治（塩湯治）や潮浴み、塩湯浴み（しほゆあみ）と呼ばれた。幕末の開国で欧米人が持ち込んだ西洋風の海水浴と相まって、明治時代にも受け継がれた。
愛知県常滑市の大野海水浴場は、鴨長明が塩湯治に訪れたとの伝承があり、「世界最古の海水浴場」であるとされることがある。潮湯治は平磯（茨城県ひたちなか市）などでも行われ、現代で言う「タラソテラピー」（海洋療法）の元祖と位置付ける見方もある。
明治7年（1874年）、『公文通誌』に緒方惟準・村瀬譲が寄稿した『海水浴』が海水浴を主題として取り扱った最古の資料である。三瀬諸淵は明治11年大阪公立病院出版『増補薬物学』で海水浴の方法や効用を記した。明治13年（1880年）岡山県倉敷市の沙美海岸に医師坂田待園と黒崎村長吉田親之によって海水浴場が開設された。物理学者の寺田寅彦は身体が弱かった幼少期の明治14年（1881年）、医師の勧めに従った父に連れられて上記の大野海岸へ療養に行き、海を怖がったため海水を沸かした風呂に入った思い出を『海水浴』に記している。明治15年（1882年）には後藤新平が『海水功用論 附海浜療法』を著している。

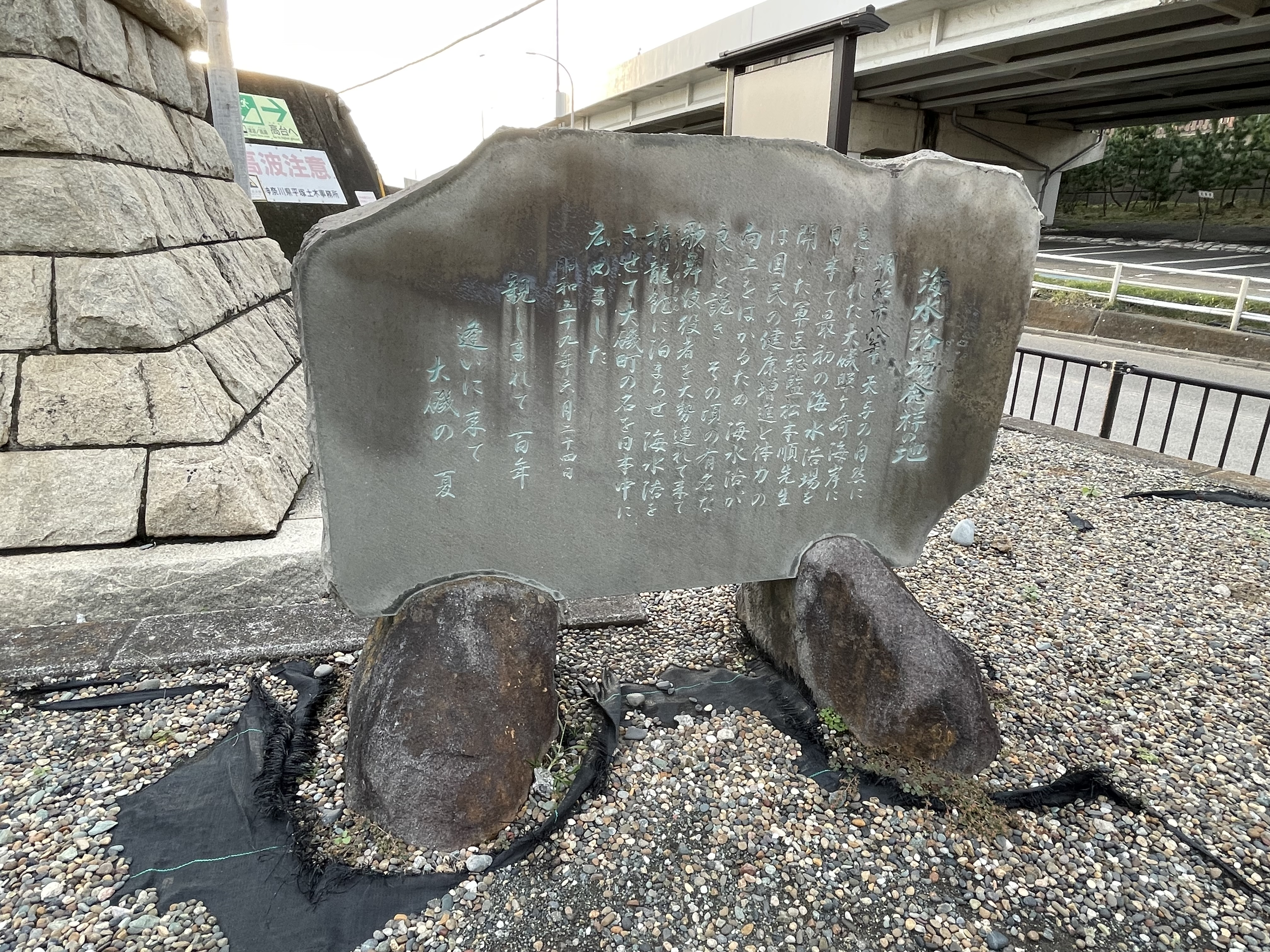
神奈川県中郡大磯町にある「海水浴場発祥の地」の碑

神奈川県の大磯海水浴場（大磯町）は、オランダの文献で海水浴の効能を知った陸軍軍医総監・松本良順の勧めで明治18年（1885年）に開設された。明治21年（1888年）7月18日、神奈川県は、海水浴場に男女区域を設け、男女混泳を禁止した。
日本の海水浴の初期において、前述の馬車のように京都の時代祭りに登場する牛の引く御所車のような乗り物に乗り、牛に後ろ向きに海の中に入って後ろのドアを両開きに開き、自分たちが他から見えないようにして海に浸かったという。また、当初はパジャマに似たような服装で海水浴を行った。
行楽用も含めて、海水浴場も各地で増えた。東京湾の京浜地区や大阪湾でも、太平洋戦争後に埋め立てや水質汚濁が進む前は海水浴場があった。ジェームス・カーティス・ヘボンが海水浴の適地と推奨して発展した宮の前海岸（神奈川県横浜市金沢区の京急富岡駅付近にある富岡八幡公園に「海水浴発祥 宮の前海岸跡」の碑が建つ）のほか、扇島、新子安、本牧などでもかつては海水浴が楽しめた。民営鉄道も海水浴客による収益を得ようと開発を行い、阪和電気鉄道は直営施設として、1930年7月1日、現在の東羽衣駅近くに阪和浜寺海水浴場を設置した。
1933年7月、長崎県警察部保安課は、海水浴場に柵・浮標を設け、男女混泳を取り締まった。
太平洋戦争が始まると、文部省や大日本帝国陸軍は国民の体力向上のために海水浴を奨励したが、一方で軍事施設周辺の海水浴は規制の対象となった。東京湾周辺の例では、1944年8月5日に横須賀鎮守府が神奈川県、千葉県沿岸の海水浴を制限。軍事施設周辺は完全遊泳禁止となり、施設ない場所でも地域の学校などによる団体に限るものとし、所轄警察署の許可を要することとなった。
戦争が終わり、世の中が落ち着きを取り戻し、高度経済成長が始まった1960年代前半にはレジャーとしての海水浴は庶民層の夏の娯楽であった。大都市沿岸では水質汚濁が始まったために、都市近郊の海水浴場へ向かう列車は国鉄、私鉄ともに満員であり、特に房総西線の｢夏季ダイヤ｣は北海道用に落成したキハ46を転用するほどであった。普段は気動車で運転している普通列車を客車列車に置き換えて臨時準急列車を運転したため、国鉄キハ10系気動車や国鉄キハ30系気動車が準急列車に使用されるほどであった。水着は、特に女性用はファッション性を重視してビキニ、セパレーツ、Tバックなどへ発展した。
21世紀になると、日本においては海水浴は低迷傾向にある。1996年と2016年を比べると、海水浴客の総数は約2820万人から約730万人へ（日本生産性本部調べ）、海水浴場数は1320カ所から1111カ所へ（日本観光振興協会調べ）と減った。レジャーの多様化や、日焼けや砂による汚れや、公衆の面前での水着着用により肌や体型を露出することを嫌う心理、河川・海岸工事による砂浜の砂減少などが影響していると見られる。このため観光庁は、ビーチバレーなど多様で通年型の海水浴場の観光利用を検討している。
東日本大震災でも約70カ所の海水浴場が休止となり、2018年時点で再開されたのは3割である。
オリオンビール公式サイトのコラムによると、沖縄県出身者の多くは海水浴という文化を持たず、特に女性は水着を着用する者が少ない。沖縄県出身者にとって海は観賞するものと相場が決まっているためであり、海に出かける場合もバーべキューがメインとなる場合がほとんどである。
日本観光振興協会によると、全国の海水浴場は1985に1353カ所あったが、2024年6月末時点で970カ所にまで減少した。日本生産性本部のレジャー白書によると、国内の海水浴客数（推計）はピーク時の1985年に3790万人だったが、2022年は360万人になった。

## 注意点
離岸流に巻き込まれて溺死する事故があとを絶たない。遊泳禁止区域での遊泳は避けるのはもちろん、仮に離岸流に巻き込まれたら無理に逆らおうとはせず、一旦沖まで流されて、離岸流に対して直角に離脱することである。海水浴の際の履物としてビーチサンダルがある。海でも傷まず、足を洗う際に楽であるため、必需品とされている。裸足で過ごしてもかまわないが、ビーチサンダルは気軽に履いたり脱いだりできるうえ、砂に隠れた石やガラス片といった危険物によるけがを防ぐことができる。
このほか、ビーチで飲酒する場合は水分補給を忘れずに行い、飲酒量はいつもより控えめにすることが呼び掛けられており、 飲酒後の海水浴は厳禁されている。
入れ墨、タトゥーなど、他の海水浴客に威圧感を与えるものは露出禁止となっている海水浴場もある。

## その他
- 沖縄県民は、海水浴と構えずにTシャツなど普段着のまま海に入るケースがあるため、「沖縄県民は（海水浴時に）水着を着ない」という極端な表現が用いられることがある[27][28]。